# Zweedse bankencrisis (1990-1992)

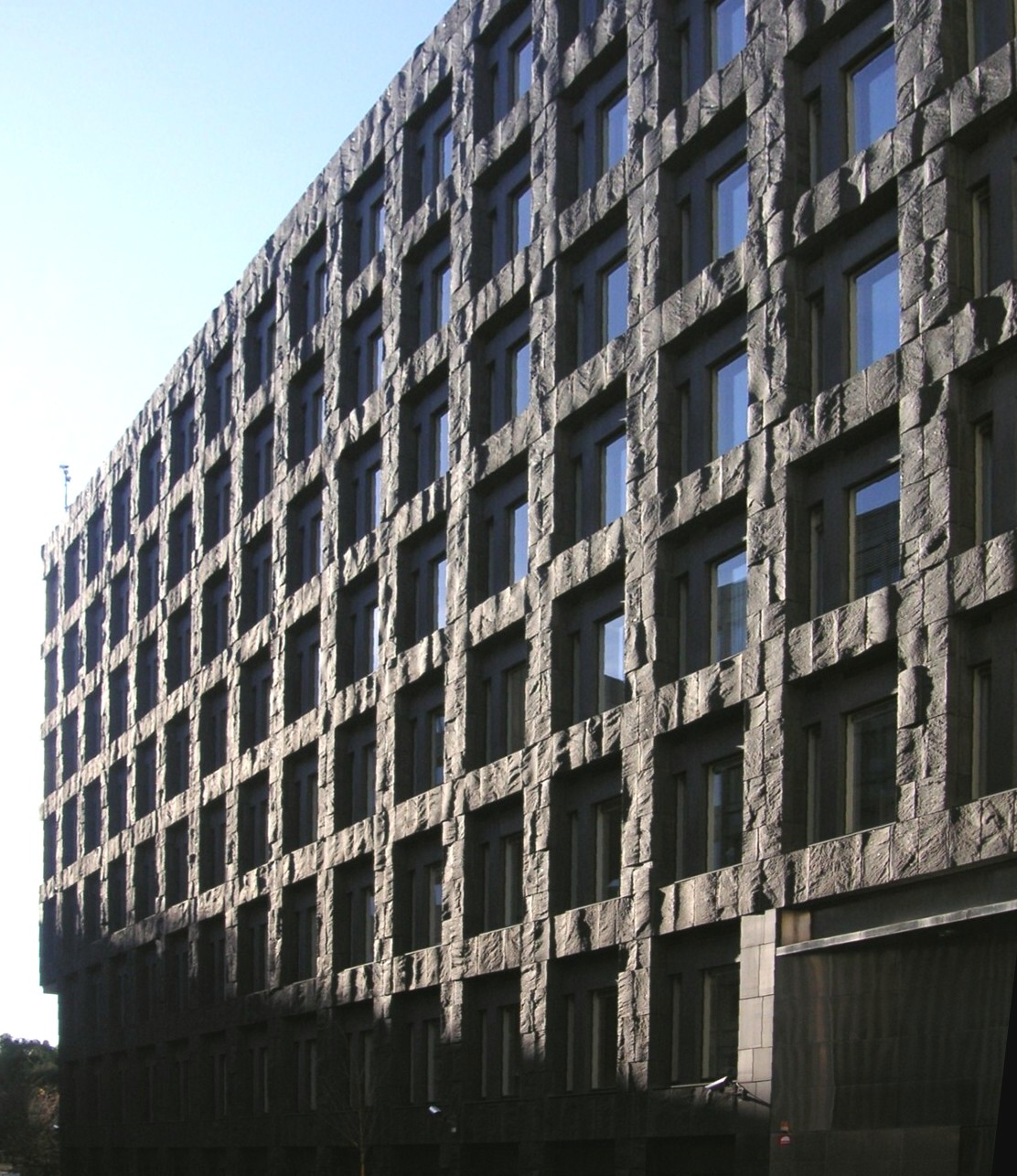
Kantoren van de Zweedse Rijksbank.

Begin jaren 90 werd de economie van Zweden getroffen door een bankencrisis, die veroorzaakt werd door een speculatieve zeepbel op de woningmarkt.
De crisis volgde op de hoogconjunctuur van de jaren 80, tijdens welke de Zweedse financiële sector was gedereguleerd en een hoge inflatie zorgde voor lage reële rentestanden. Deze lage rente, in combinatie met een hypotheekrenteaftrek tot 50%, maakte het voor de Zweden aantrekkelijk om woningen te kopen met geleend geld. Banken waren bereid hoge hypotheekbedragen te verstrekken omdat ze geloofden dat de woningprijzen zouden blijven stijgen.
Vanaf 1990 knapte de zeepbel na een devaluatie van de Zweedse kroon. Banken raakten insolvent en eind 1991 stond de grootste bank van het land, Nordbanken (grotendeels staatseigendom), op de rand van faillissement. De Zweedse regering kocht haar particuliere compagnons in Nordbanken uit, herkapitaliseerde de bank en verplaatste het noodlijdend krediet naar een bad bank. In 1992 volgde een soortgelijke operatie bij een spaarbank, waarbij de staat ook een volledige depositogarantie afgaf voor alle spaarders bij deze bank.
Daarop verergerde de crisis opnieuw: de kroon stond onder dermate hoge druk van de internationale valutamarkt, dat de Rijksbank zich eind 1992 genoodzaakt zag de rente te verzesvoudigen om de nationale valuta te ondersteunen. Hiermee werden in één klap vrijwel alle hypotheekrentes (in Zweden gewoonlijk variabel) verhoogd. Tegelijk werd de depositogarantie uitgebreid naar alle banken en werden meer bad banks ingericht om noodlijdende schulden in onder te brengen. Deze laatste maatregelen hadden effect: in 1994 was Zweden uit zijn recessie geklommen. De uiteindelijke sanering en liquidatie van noodlijdende kredieten verliep zo succesvol, dat de Zweedse overheid bij de afwikkeling van de reddingsoperatie in 2007 quitte stond.
Soortgelijke crises troffen ook Noorwegen (1988) en Finland (1991).